# 平井史生
平井 史生（ひらい ふみお、1965年9月30日 - ）は、日本の気象予報士。駒澤大学非常勤講師。神奈川大学非常勤講師。

## 経歴など
千葉県出身。1988年駒澤大学文学部地理学科卒業。1990年筑波大学大学院環境科学研究科修了。1995年に第1回気象予報士試験に合格。
気象予報士としては、日本テレビ放送網の番組を担当している。また気象キャスターネットワーク設立メンバーの一人。

## 出演番組

### 現在
- 「ZIP!」（異常気象が出た時のみ）

### 過去
- 「朝一番天気!あさ天」
- 「あさ天5」
- 「ジパングあさ6」
- 「ズームイン!!SUPER」（2001年10月1日 ‐ 2011年3月30日、月・水・金）
- 「ズームイン!!サタデー」（2011年8月13日・2022年8月13日、杉江勇次の代役）
- 「Oha!4 NEWS LIVE」（日テレNEWS24（CS）制作・日本テレビ系列、2011年10月3日 -2013年3月29日 月・木・金）[2]